# 190-й дивизион штурмовых орудий
190-й дивизион штурмовых орудий, (нем.) Sturmgeschütz-Abteilung 190, 190. StuG Abt с 1944 года leichte Sturmgeschütz-Brigade 190 — батальон, с 1944 года лёгкая бригада, механизированная артиллерийская часть вермахта на базе самоходок StuG III во время Второй мировой войны. Участвовал в югославской и греческой компаниях. Во время вторжения в СССР действовал в подчинении 11-й армии, воевал в Крыму.

## История формирования и штаты
Первые подразделения штурмовых орудий были сформированы по штату, утвержденному 1 ноября 1939 года. Основной организационной единицей стала батарея штурмовых орудий из трех взводов. Во взводах сперва имелось два StuG III, машина передовых артиллерийских наблюдателей Sd. Kfz.253 и перевозчик боеприпасов Sd. Kfz.252 с прицепом Sd. Anh.32. Для перевозки боеприпасов часто использовались полугусеничные бронетранспортеры Sd. Kfz.251, а также транспортеры на базе легких танков Pz. I Ausf. А.
В октябре — ноябре 1940 года были сформированы 185-й, 190-й, 191-й, 192-й и 197-й дивизионы. 190-й дивизион был сформирован в Ютербоге (Jüterbog) 1 октября 1940 года.  В апреле 1941 года началось формирование дивизионов штурмовых орудий по новому штату. Каждый включал 18 боевых машин (три батареи). В ноябре 1941 года в состав батареи включили седьмое штурмовое орудие для командира. В состав дивизиона теперь входили 22 САУ — по семь в трех батареях и одна командира дивизиона. В начале 1942 года состав батареи вновь изменился — число штурмовых орудий во взводе довели до трех, а их общее число в батарее возросло до десяти.

## Боевой путь

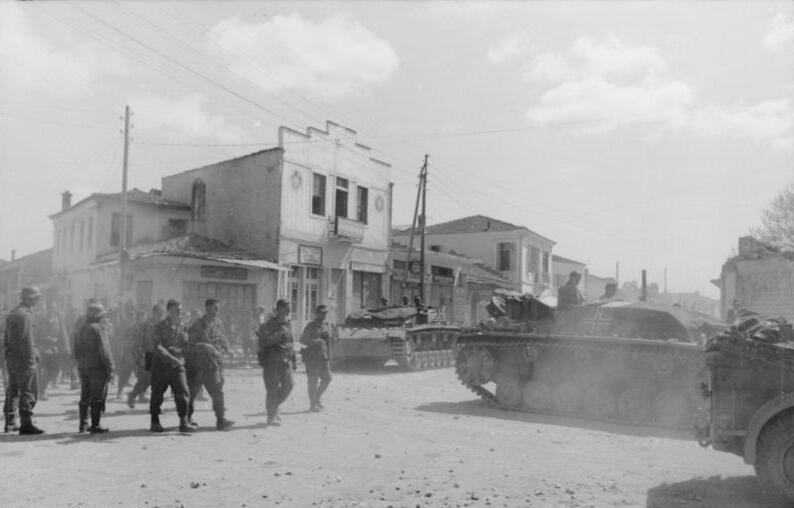
StuG III в Афинах, май 1941

### Вторжение в Югославию и Грецию
185-й, 190-й, 191-й, а также 16-я рота штурмовых орудий полка «Великая Германия» и батарея моторизованной бригады «Лейбштандарт СС Адольф Гитлер» участвовали в кампании в Югославии и Греции в апреле 1941 года. В эти кампании штурмовая артиллерия безвозвратно потеряла всего одну машину.

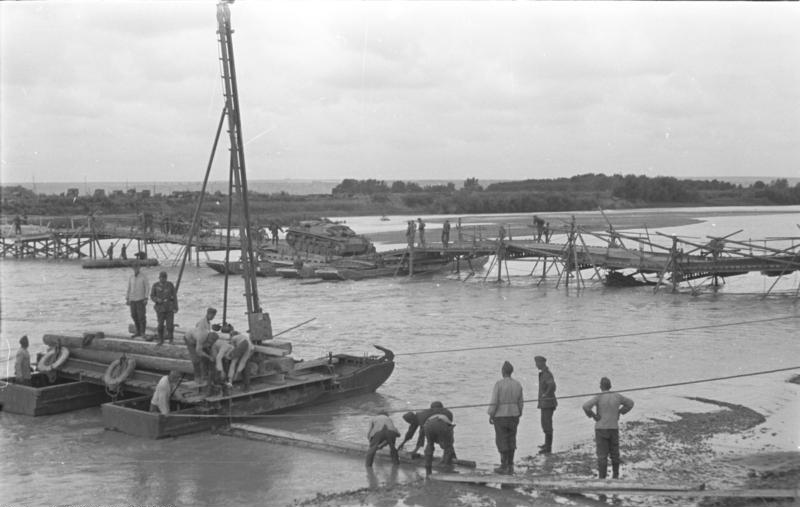
StuG III одного из дивизионов группы армий "Юг" переправляется через Прут, 3 июля 1941

В состав группы армий «Юг» вошли четыре дивизиона — 190, 191, 197-й и 243-й дивизионы штурмовых орудий.

### Действия в Крыму

#### Штурм Перекопа и Ишуньских позиций
Наступление на Перекоп началась 24 сентября. 190-й дивизион атаковал на рассвете 24 сентября 1941. Ко второму дню был взят Перекопский вал. После этого штурмовые орудия были переброшены под Мариуполь, где возник кризис из-за внезапного прорыва советских войск. По возвращении дивизион введён в сражение на Ишуньских позициях. 15 октября 1941 командир 1-й батареи обер-лейтенант Верзиг первым в штурмовой артиллерии был награждён Военным орденом Немецкого креста I степени и убыл в Германию на должность адъютанта учебного артиллерийского полка. Обер-лейтенант Хартманн погиб в боях за Ишунь, в которых 2-я батарея принимала активное участие. 1-я и 3-я батареи активно в боях не участвовали, будучи в то время приданными 22-й пехотной дивизии. Вступившему 29 сентября 1941 года в командование дивизионом майору Фогту было поручено возглавить передовые подразделения боевой группы подполковника О. фон Боддина. 
Состав группы Боддина
- 22-й разведывательный батальон (три мотоциклетных эскадрона и взвод бронеавтомобилей);
- 46-й сапёрный батальон;
- по одной самокатной роте из состава разведывательных батальонов 46-й и 73-й пехотных дивизий;
- 5-я батарея 54-го артиллерийского полка (тяжёлые полевые гаубицы на механической тяге);
- 18-я тяжёлая зенитная батарея;
- 610-я зенитно-пулемётная рота;
- одна рота из состава противотанкового батальона 50-й пехотной дивизии;
- 190-й дивизион штурмовых орудий.

15 октября 1941 года советская оборона была прорвана и моторизованные части начали преследование на юг Крымского полуострова. Темп продвижения составлял до 60—80 километров в сутки. Штурмовые орудия преследовали отступавшие части Приморской армии, захватывали аэродромы вместе с самолётами и вскоре вышли на северо-западные дальние подступы к Севастополю.

#### Первый и второй штурмы Севастополя
Попытка взять крепость с ходу не удалась. Майор Фогт получил тяжелое ранение. 190-й дивизион был отведен в Бахчисарай. Накануне Рождества началось новое наступление на Севастополь, которое через несколько дней захлебнулось. Уцелевшие орудия были переданы в распоряжение 24-й пехотной дивизии. Новым командиром стал капитан Пейтц. Обер-лейтенант Кардено принял командование 1-й батареей, а обер-лейтенант Кайзер — 2-й батареей. 1942 год артиллеристы встречали в Бахчисарае. Дивизион принимал участие в зачистке тылов от остатков пробивавшихся в город советских войск и в мелких стычках с партизанами.
В это же время техники 190-го дивизиона помогали под Симферополем техникам 197-го дивизиона восстановить его матчасть на 70% вышедшую из строя в ходе марша Полтава-Крым своим ходом.

#### ОтражениеКерченско-Феодосийского десанта
15 января 1942 года 3 орудия обеспечивали атаку 72-го пехотного полка на Ново-Петровку. Они встретились с танками Т-26 в 300 метрах от деревни. Уничтожив оба танка, StuG попали под обстрел батареи 76,2-см орудий. 1-я самоходка лейтенанта Харнера получила прямое попадание. Он и наводчик погибли. Два оставшихся орудия подавили батарею, но вынуждены были отступить. Этот же огневой взвод под командованием лейтенанта Даммана встретился с русскими танками на высотах к юго-западу от Владиславовки и уничтожил 16 Т-26, одно противотанковое орудие и несколько минометов. Днем ранее обер-лейтенант Найвер получил Золотой Германский Крест. Операции против партизан продолжались. 1 марта 1942 обер-лейтенантам Кайзеру и Кардено было присвоено звание капитана. 23 марта 1942 года дивизион передислоцировался в район Феодосии. Прибыло пополнение техникой и людьми и 1 апреля капитан Пейтц доложил о полной боевой готовности части. 9 апреля 1942 советские войска атаковали на Парпачском рубеже. Дивизион использовался в засадных действиях против русских танков, но новых танковых атак не последовало.

#### Операция«Охота на дроф»
Началась подготовка к операция «Охота на дроф». В ожесточенной штабной борьбе за 6 прибывших в Симферополь длинноствольных орудий 190-й дивизион победил, передав 6 своих короткоствольных орудий 197-му дивизиону. Наступление началось утром 8 мая 1942. Вместе с частями 28-й лёгкопехотной дивизии штурмовые орудия пошли в атаку в 3.37 сразу за огневым валом. Впереди шла 3-я батарея. Для поддержки капитан Пейтц бросил в бой 2-ю батарею. В 7.00 батареи прорвали оборонительные позиции противника. Для расширения прорыва в бой была введена 1-я батарея. Противник попытался провести танковую атаку. В ходе боя было уничтожено 24 танка противника. Было потеряно одно штурмовое орудие обер-вахмистра Брюкнера. Применение штурмовых орудий в этот день явилось образцовым для использования штурмовой артиллерии в наступлении. Стрелки 49-го пехотного полка 28-й дивизии захватили рубеж.
В течение следующих дней 190-й дивизион сражался на передовых участках. 11 мая осколком был тяжело ранен лейтенант Хеннигс из 1-й батареи. 14 мая батарея дивизиона поддерживала атаку 391-го пехотного полка 170-й пехотная дивизия на окраине Керчи и была охвачена превосходящими силами русских, орудия начали забрасывать ручными гранатами. Батарея отбивала эти атаки. Позже она отступила понеся значительные потери. \В полдень 15 мая был ранен капитан Кардено. К 20 мая 1942 от советских войск был очищен Завод им. Войкова и сражение за Керченский полуостров закончилось. Дивизион уничтожил значительное количество живой силы и боевой техники противника, включая 80 танков, 4 установки реактивных минометов, 102 полевых орудия и другое.

#### Третий штурм Севастополя, операция Лов осетра
После переброски и нескольких дней отдыха началась подготовка к штурму. В ночь на 7 июня 190-й дивизион начал выдвигаться на исходные рубежи. В 4.00 1-я батарея достигла высот на заминированных подступах. Саперов не хватало и артиллеристы сами расчищали проходы в минных полях. Врач дивизиона обер-лейтенант Ровер был убит выстрелом в голову. 2-я батарея застряла на минном поле на полпути к высоте. После упорного боя 3-я батарея смогла прорваться через позиции к северу от Бельбека, но была вынуждена отойти, потеряв три машины. 11 июня 1942 погибли обер-лейтенант Эбингер и его наводчик. Лейтенант Топфер принял батарею. Несколько часов спустя он был ранен после атаки на вражескую артбатарею. Капитан Пейтц вручил ему Железный Крест 1-го класса. Спустя 5 дней он скончался от полученных ран.

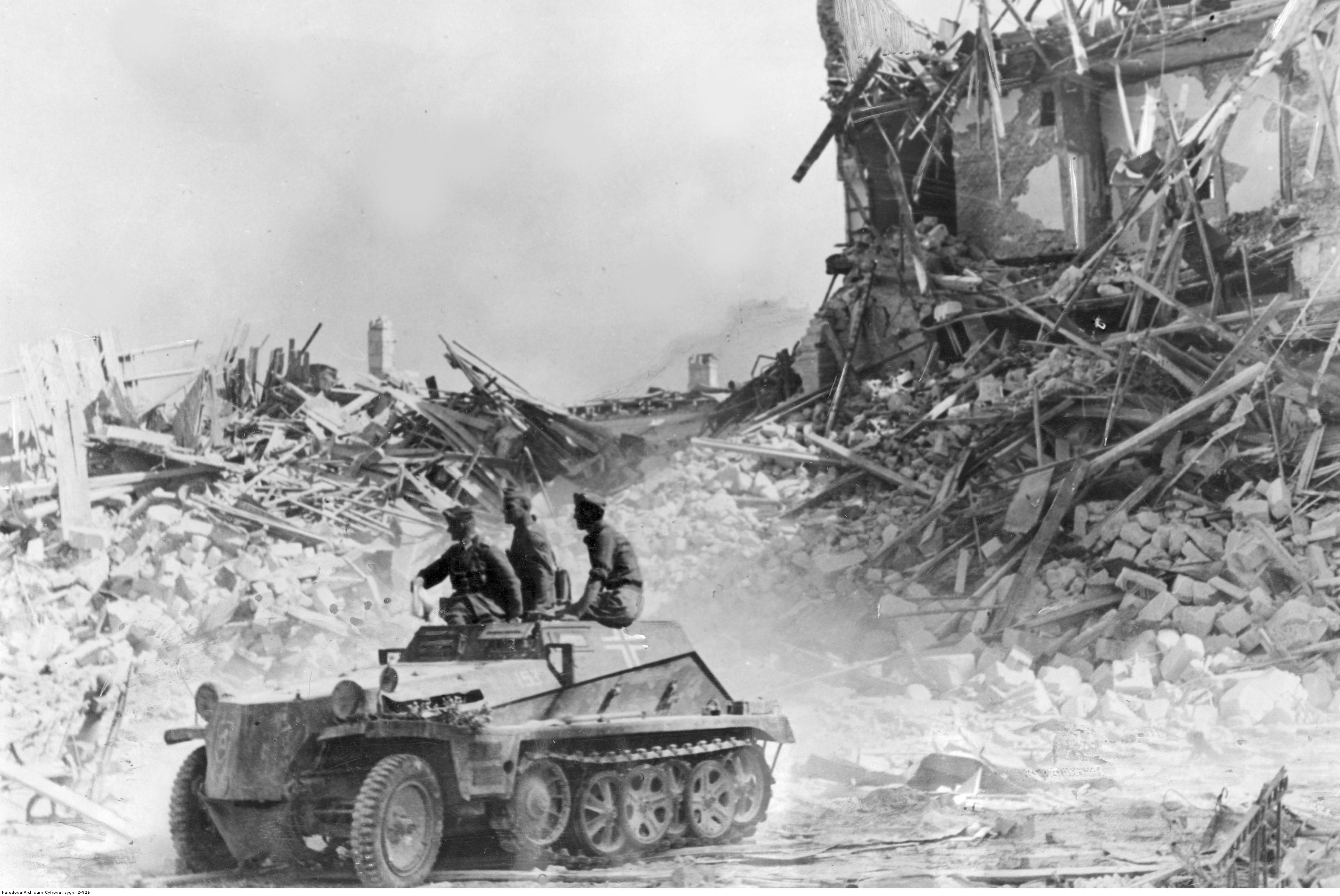
Полковник Э. Майзель на машине артиллерийских наблюдателей Sd.Kfz. 253 190-го дивизиона в Севастополе, июль 1942

В 01.00 13 июня 2-я батарея с саперами-подрывниками на броне начала атаку на «Форт Сталин», ключевой пункт советской обороны со стороны Северной бухты. К 5.30 это укрепление было в руках немцев. Командир 22-й пехотной дивизии генерал Л. Вольф вручил командиру 2-й батареи капитану Кайзеру Железный Крест 1-го класса, а через день он и его батарея были упомянуты в сводке Верховного командования. 17 июня 1942 года 2-я батарея совместно с 65-м пехотным полком 22-й пд атаковала укрепление, которое немцы называли «Форт Сибирь». Штурмовые орудия использовались для прикрытия пехоты от ударов во фланг. Пехота залегла под сильным огнем и штурмовые орудия были выведены из боя. Во второй половине дня капитан Пейтц лично повел в атаку эту батарею, но был вынужден отступить под сильным огнем противника. Приданная 97-му пехотному полку 3-я батарея атаковала в нескольких пунктах, но её атаки также оказались безуспешными ввиду массированного артиллерийского огня оборонявшихся. 20 июня 1942 года штурмовые орудия ворвались в расположение береговой батареи под названием «Форт Ленин» и расстреляли бронеколпаки этого бетонного сооружения бронебойными снарядами, после чего штурмовые подразделения пехоты заняли эту фортификационную систему. Командование вместо заболевшего дизентерией Прейтца принял капитан Кайзер. 30 июня штурмовым орудиям удалось прорваться в центр Севастополя. В 13.00 первые расчеты подошли к зданию «Панорама» и водрузили над ним немецкий флаг. В 14.00 батареи были на берегу Северной бухты. После кровопролитных боев дивизион был отведен на отдых в Ялту, Алушту, Гурзуф и Алупку. Многие солдаты и офицеры дивизиона получили награды.

### 1942—1944 год
22 июля переброшен под Курск в распоряжение 2-й армии. 5 августа он получил 14 длинноствольных самоходок. 8-18 августа вступил в бои на Воронежском плацдарме. 11 сентября получил еще 14 длинноствольных самоходок. С учётом потерь общее число готовых машин составляло 27. 17 сентября 1 и 2 батареи отчитались об уничтожении 17 и 18 Т-34. 18 сентября погиб командир дивизиона капитан Уве Кайзер. 22 сентября вместе с  532-м полком дивизион атаковал кирпичный завод. Атаки продолжались до 26 сентября, после чего фронт стабилизировался.
Накануне нового 1943 года дивизион переброшен в полосу 2-й венгерской армии. 17 января 1943 года началось советское наступление и фронт рухнул. К февралю находился в районе Оскола. Пришёл приказ о переброске в Германию, в Ютеборг, к 20 февраля переброска завершена. Личный состав получил отпуска. Батареи получили по взводу 105-мм штурмовых гаубиц. 1 апреля 1943 года он стал 190-м лёгким дивизионом штурмовых орудий (leichte Sturmgeschütz-Abteilung 190).
23 июня направился на восточный фронт и 27 июня прибыл в Гомель. С 14 июля в Карачеве в распоряжении 4-й армии. В обороне в районе Жиздры.
С ноября в распоряжении 3-й армии. В обороне между Витебском и Невелем.
После очередного переформирования 14 января 1944  года он стал 190-й лёгкой бригадой штурмовых орудий (leichte Sturmgeschütz-Brigade 190).

## Состав
1941
- штаб (Stab)
- 1-я батарея (1. Batterie)
- 2-я батарея (2. Batterie)
- 3-я батарея (3. Batterie)

1943
- Штаб,

- Штабная батарея,

- 1-я, 2-я и 3-я батареи.

## Командиры
- с 29.09.1941 — майор Фогт
- с декабря 1941 — капитан Пейтц
- с июня 1942 — 18 сентября 1942 капитан Уве Кайзер
- март 1943  — капитан Верзиг
- с ноября 1942 — капитан Кроне[3]